# Erytus psammophilus
Erytus psammophilus är en skalbaggsart som beskrevs av Vladimir Balthasar 1941. Erytus psammophilus ingår i släktet Erytus och familjen Aphodiidae. Inga underarter finns listade i Catalogue of Life.